# Río Fuy
El río Fuy, a veces Fui, es un curso natural de agua que fluye en la comuna de Panguipulli, de la XIV Región de los Ríos, Chile.

## Trayecto
El río Fuy nace del Lago Pirihueico, junto a la localidad de Puerto Fuy desde allí sus aguas fluyen hacia el suroeste donde recibe las aguas del Estero Quebrada Honda provenientes del Volcán Mocho-Choshuenco, luego se desvía hacia el norte para luego retomar su dirección hacia el este, pasando al costado del pueblo Neltume donde luego se une al Río Neltume y juntos crean al Río Llanquihue que luego desemboca en el Lago Panguipulli.
Al sur de este río se encuentra el Volcán Choshuenco del cual a su vez nace un afluente del río, el Río Truful. Más abajo se encuentran los Saltos del Huilo Huilo.

## Historia
Luis Risopatrón lo describe en Diccionario jeográfico de Chile (1924):: 344 
Fui (Río). nace en el extremo NW del lago Pirihueico, se junta con el río de Neltume que se vácia en el lago de Panguipulli; el señor Guillermo Frick le había dado anteriormente el nombre de Callitué.

## Población, economía y ecología
También es famoso por su alta actividad de kayaks y rafting.
Desde fines de 2012 que presenta la plaga Didymo, por lo que se encuentra en un área de plaga decretada por Sernapesca. Se recomienda leer sobre el tema antes de aventurarse en el río o sus alrededores.

Diagrama unifilar de la cuenca del río Valdivia.

### Riesgos volcánicos
Este sector corresponde a una zona considerada de 'Alto Peligro' de ser afectadas por lahares, durante erupciones originadas en el volcán Mocho-Choshuenco. De acuerdo al Mapa de Peligros del complejo volcánico Mocho-Choshuenco se encuentra bajo clasificación (AIhL). En este sector volumen de los lahares puede ser mayor durante los meses de máxima acumulación de nieve, especialmente entre los meses de junio a septiembre. Además, a lo largo de los cauces podría escurrir flujos de lava hasta 15 kilómetros de longitud, esto incluye a los ríos Trufúl, río Fuy, Huilo Huilo, en ambos bordes del río, además el estero Chumpulli o Punahue hasta su confluencia con el río Neltume, la totalidad del Río Llanquihue, incluyendo sector sur del Lago Panguipulli, el caserío de Puerto Paillahuinte y un tramo de la Ruta 203 CH.
Toda la zona comprendida entre el sur del Lago Panguipulli hasta la ribera oeste del Lago Pirehueico es una zona con 'Muy Alto Peligro' de ser afectada por caída de piroclastos balísticos y eventualmente también por bombas pumiceas de diámetro mayor a 6 cm.